# Anna Kárpova
Anna Vitálievna Kárpova –en ruso, Анна Витальевна Карпова– (Moscú, 17 de abril de 1995) es una deportista rusa que compite en remo.
Ganó tres medallas en el Campeonato Europeo de Remo entre los años 2017 y 2021, en la prueba de ocho con timonel.

## Palmarés internacional
| Campeonato Europeo | Campeonato Europeo       | Campeonato Europeo | Campeonato Europeo |
| Año                | Lugar                    | Medalla            | Prueba             |
| ------------------ | ------------------------ | ------------------ | ------------------ |
| 2017               | Račice (República Checa) | Medalla de bronce  | Ocho con timonel   |
| 2019               | Lucerna (Suiza)          | Medalla de bronce  | Ocho con timonel   |
| 2021               | Varese (Italia)          | Medalla de bronce  | Ocho con timonel   |